# ريغي كولير
ريغي كولير (بالإنجليزية: Reggie Collier)‏ هو لاعب كرة قدم أمريكية أمريكي، ولد في 14 مايو 1961 في بيلوكسي في الولايات المتحدة.

## وصلات خارجية
- ريغي كولير على موقع مرجع كرة القدم المحترفة.كوم (الإنجليزية)
- ريغي كولير على موقع قاعة ميسيسيبي للمشاهير الرياضية (الإنجليزية)